# 歌姫 Complete Box Empress
『歌姫 Complete Box Empress』（うたひめ コンプリート・ボックス・エンプレス）は、日本の歌手中森明菜のカバー・アルバム「歌姫シリーズ」のボックス・セット。このアルバムは2004年12月1日にユニバーサルよりリリースされた (6CD: POCE-3035/40)。

## 背景
『歌姫 Complete Box Empress』は、カバー・アルバム『歌姫』（1994年）、『-ZEROalbum- 歌姫2』（2002年）、『歌姫3 〜終幕』（2003年）の歌姫シリーズ全3作に加え、この3作のインストCDをプラスした計6枚組のCD-BOX (POCE-3035/40)で、2度の発売延期の後の2004年12月1日に発売された。収録音源のうち、『歌姫』は『歌姫〈スペシャル・エディション〉』からの収録となった。このアルバムのディスクジャケットは、まず、四つ折りの屏風形のディスクケースに花魁姿の中森の写真とこのケースの絵柄にリンクした3枚のピクチャー・ディスクとなっていて、3枚のインストCDは金色に加工され同様に屏風状のケースに収められた。アルバムのブックレットは全32ページのオール・カラーとなっており、中森の花魁姿の写真や、歌姫シリーズのアレンジを手掛けた千住明と音楽評論家の北中正和の解説に加え、選曲家の佐々友成による全曲解説が封入された。このアルバムのジャケットの花魁については、歌姫シリーズのイメージ・コンセプトが着物であったことから、同シリーズの集大成として発意されたものであった。このジャケット撮影は台北市で行われた。本作発売と歌姫シリーズの完結を受け、同シリーズからのカバー曲を中心としたスペシャル・ライブAkina Nakamori Special Live 2005 Empress at CLUB eXが2005年7月に開催された。
本作発売前の告知のうち、"未発表曲「チャイナタウン」（矢沢永吉のカバー曲）を収録"、と伝えられたものの本作では収録されなかったが、2007年1月リリースの歌姫シリーズのベスト・アルバム『歌姫ベスト 〜25th Anniversary Selection〜』にて「チャイナタウン」が収録された。

## チャート成績
『歌姫 Complete Box Empress』は、オリコン週間アルバムチャートで最高順位158位を記録した。同チャートには、計1週ランクインしている。

## 収録曲
1. 『歌姫』
2. 『-ZEROalbum- 歌姫2』
3. 『歌姫3 〜終幕』
4. 『歌姫』Instrumental Disc
5. 『-ZEROalbum- 歌姫2』Instrumental Disc
6. 『歌姫3 〜終幕』Instrumental Disc

## クレジット
『歌姫 Complete Box Empress』のライナー・ノーツより
| - アート・ディレクター：中島裕次 - アシスタント・デザイン：TEN TONAKAI - 撮影：RYO KANZAKI、HIDEMICHI OMORI - 着物スタイリスト：YOSHIHIKO EGI - 日本髪スタイリスト：AKIRA SHIGA（細野かつら店） - メイク・アップ・アーティスト：MARIKO NAKATA - スタイリスト：濱田由美 - マネジメント：HANA (FAITH INC.) - Disc 4-6 Mastered by 藤野成喜 (UNIVERSAL MUSIC K.K.) - Mastered at UNIVERSAL MUSIC STUDIOS #1 | - セールス・プロモーション・チーフ：TAKASHI KIMOTO (UNIVERSAL MUSIC K.K.) - セールス・プロモーション：MASARU KITAMURA、SEIICHI HIBI (UNIVERSAL MUSIC K.K.) - デザイン・コーディネーション：宮本仁美 (UNIVERSAL MUSIC K.K.) - スーパーヴァイザー：川原伸司 (Blue On Music Inc.) - エグゼクティブ・プロデューサー：寺林晁 (UNIVERSAL MUSIC K.K.) - エグゼクティブ・プロデューサー&ディレクター：門村崇志 - スペシャル・サンクス：YASUSHI INOUE、ATSUSHI USAMI |

## 参照
1. ↑  “楽天ブックス: 歌姫 Complete Box Empress - 中森明菜 : CD”.  楽天. 2011年6月20日閲覧。
2. 1 2 3  “歌姫 Complete Box Empress 中森明菜のプロフィールならオリコン芸能人事典-ORICON STYLE”.  オリコン. 2012年4月16日閲覧。
3. 1 2  “HMV Japan - News - 延期となっていた中森明菜・『歌姫BOX』が遂に発売決定！”.  HMV (2004年6月22日). 2011年6月20日時点のオリジナルよりアーカイブ。2011年6月20日閲覧。
4. ↑  “中森明菜 / 歌姫 Complete Box Empress [6CD] [CD] [アルバム] - CDJournal.com”.   音楽出版社. 2012年11月3日閲覧。
5. 1 2 3 4  『歌姫 Complete Box Empress』（6×12cmCD）中森明菜、ユニバーサル、2004年12月1日。POCE-3035/40。
6. ↑  “JBOOK:歌姫 Complete Box Empress:中森明菜:CD”.  文教堂. 2012年11月3日閲覧。
7. 1 2 3 4  “SANSPO.COM”.  産業経済新聞社 (2004年11月30日). 2005年2月4日時点のオリジナルよりアーカイブ。2012年11月5日閲覧。
8. 1 2  “スポニチアネックス　芸能　記事”.  スポーツニッポン新聞社 (2004年12月1日). 2004年12月11日時点のオリジナルよりアーカイブ。2012年11月5日閲覧。
9. ↑  “スポニチ Sponichi Annex ニュース 芸能”.   スポーツニッポン新聞社 (2005年6月22日). 2005年6月23日時点のオリジナルよりアーカイブ。2012年11月3日閲覧。
10. ↑  “中森明菜 / 歌姫ベスト 25TH ANNIVERSARY SELECTION [CD] [アルバム] - CDJournal.com”.   音楽出版社. 2012年11月3日閲覧。